# Campeonato Mundial de Ginástica Rítmica de 1981
O X Campeonato Mundial de Ginástica Rítmica transcorreu entre os dias 17 a 20 de outubro de 1981, na cidade de Munique, na Alemanha Ocidental, (atualmente Alemanha)

## Eventos
- Grupos
- Individual geral
- Arco
- Corda
- Fita
- Maças

## Medalhistas
| Evento           | Ouro                                      | Prata                                                                       | Bronze                                    |
| Grupos           | Bulgária · (38,575)                       | União Soviética · (38,350)                                                  | Tchecoslováquia · (38,150)                |
| Individual geral | Anelia Ralenkova · Bulgária · (39,150)    | Lilia Ignatova · Bulgária · (39,050) · Iliana Raeva · Bulgária · (39,050)   | nenhuma                                   |
| Fita             | Irina Devina · União Soviética · (19,700) | Iliana Raeva · Bulgária · (19,600)                                          | Anelia Ralenkova · Bulgária · (19,550)    |
| Corda            | Lilia Ignatova · Bulgária · (19,700)      | Anelia Ralenkova · Bulgária · (19,600)                                      | Iliana Raeva · Bulgária · (19,550)        |
| Maças            | Anelia Ralenkova · Bulgária · (19,700)    | Lilia Ignatova · Bulgária · (19,650)                                        | Irina Devina · União Soviética · (19,550) |
| Arco             | Lilia Ignatova · Bulgária · (19,600)      | Iliana Raeva · Bulgária · (19,550) · Anelia Ralenkova · Bulgária · (19,550) | nenhuma                                   |

## Quadro de medalhas
| Ordem | País            | Medalha de ouro | Medalha de prata | Medalha de bronze |    |
| ----- | --------------- | --------------- | ---------------- | ----------------- | -- |
| 1     | Bulgária        | 5               | 7                | 2                 | 14 |
| 2     | União Soviética | 1               | 1                | 1                 | 3  |
| 3     | Checoslováquia  |                 |                  | 1                 | 1  |
| TOTAL | TOTAL           | 6               | 8                | 5                 | 18 |